# Dreams Come True Tour
Dreams Come True Tour (также известный как «Now United Dreams Come True Tour») — третий тур (второй концертный) международной поп-группы Now United. Тур начался 17 ноября в Белу-Оризонти и закончился 24 ноября в Рио-де-Жанейро. В ходе тура было представлено три новые песни: «Live This Moment», «Na Na Na» и «Dana Dana», также был запланирован дебют (но не состоялся) песен: «Wake Up» и «Pas Le Choix».

## Пред история
После трёх приездов Now United в Бразилию в 2019 году, группа объявила о возвращение в эту страну с масштабным концертным туром. Билеты на все концерты были проданы за один день. За десять дней до начала турне Джоалин Лоукамаа(представительница Финляндии) объявила, что не сможет отправиться в тур из-за семейных проблем. Таким образом в тур отправилось лишь 12 участников группы (Ламар Моррис продолжил заниматься сольными проектами)

### Подготовка
За три недели до тура в Лос-Анджелесе, США началась подготовка. К туру было подготовлено семь новых танцевальных номеров, а также были записаны новые песни. Хореографом выступил Кайл Ханагами.
На официальном канале Now United был выпущен (на 24 часа) шоу-сериал «The Road to Dreams Come True», в котором была показана подготовка к туру.

## Сет лист
| Порядковый номер | Название композиции           | Примечание                       |
| ---------------- | ----------------------------- | -------------------------------- |
| 1                | Интро + «All Day»             |                                  |
| 2                | "How We Do It "               | Версия без вокала Badshah        |
| 3                | «What Are We Waiting For?»    |                                  |
| 4                | «Summer In The City»          | Версия без вокала Ламара Морриса |
| 5                | Соло Хины                     | Танец                            |
| 6                | «Live This Moment»            |                                  |
| 7                | «Like That»                   | Расширенная версия               |
| 8                | «Lendas»                      |                                  |
| 9                | Соло Джоша                    | Танец                            |
| 10               | «Crazy Stupid Silly Love»     |                                  |
| 11               | «Afraid Of Letting Go»        |                                  |
| 12               | «Na Na Na»                    |                                  |
| 13               | «Sunday Morning»              |                                  |
| 14               | Соло Шивани                   |                                  |
| 15               | «Beautiful Life»              |                                  |
| 16               | «Dana Dana»                   | Первая версия                    |
| 17               | «Paraná»                      |                                  |
| 18               | "Who Would Think That Love? " | Расширенная версия               |
| 19               | «All Day»                     | Hi Energy Remix                  |

## Даты концертов
| Дата           | Город          | Страна   | Площадка             |
| -------------- | -------------- | -------- | -------------------- |
| 17 ноября 2019 | Белу-Оризонти  | Бразилия | KM de Vantagens Hall |
| 20 ноября 2019 | Сан-Паулу      | Бразилия | UnimedHall           |
| 22 ноября 2019 | Куритиба       | Бразилия | Teatro Positivo      |
| 24 ноября 2019 | Рио-де-Жанейро | Бразилия | Vivo Rio             |